# Gabrielle-Suzanne Barbot de Villeneuve
Gabrielle-Suzanne Barbot de Villeneuve (28 de noviembre de 1685 - 29 de diciembre de 1755) fue una escritora francesa influenciada por Madame d'Aulnoy, Charles Perrault y los autores del preciosismo. Villeneuve es especialmente conocida por su historia original de La Belle et la Bête, que es la variante más antigua conocida del cuento de hadas La Bella y la Bestia.

## Biografía
Gabrielle-Suzanne de Villeneuve nació y murió en París, perteneciente a una poderosa familia protestante de La Rochelle. Era descendiente del notable Amos Barbot, que era par de Francia y diputado de los Estados Generales en 1614. Su hermano, Jean Amos, se convirtió en alcalde de La Rochelle en 1610. Otro pariente, Jean Barbot (1655-1712) fue uno de los primeros exploradores de África occidental y el Caribe, que trabajó como agente en barcos de esclavos. Publicó sus diarios de viaje en francés e inglés cuando emigró a Inglaterra para escapar del enjuiciamiento de los protestantes después de que Luis XIV revocara el Edicto de Nantes en 1685.
En 1706, Gabrielle-Suzanne de Villeneuve se casó con Jean-Baptiste Gaalon de Villeneuve, miembro de una familia aristocrática de Poitou. A los seis meses de casarse, solicitó la separación de las pertenencias de su esposo, que ya había desperdiciado gran parte de su importante herencia familiar conjunta. Una hija nació del matrimonio, pero no hay registros que indiquen si sobrevivió. En 1711, Gabrielle-Suzanne se convirtió en viuda a los 26 años. Perdió progresivamente la fortuna de su familia y se vio obligada a buscar un medio de trabajo para mantenerse. Finalmente, se dirigió a París, donde conoció a Prosper Jolyot de Crébillon, o Crébillon père, el dramaturgo más famoso de tragedias de la época. Es probable que ella comenzara a convivir con Crébillon père a principios de 1735, y permaneció con él hasta su muerte en 1755. Gabrielle-Suzanne ayudó a Crébillon père con sus deberes como censor literario real, y así se hizo conocedora de los gustos literarios del público lector parisino.

## Principales trabajos
Gabrielle-Suzanne de Villeneuve publicó tanto cuentos de hadas como novelas. Sus publicaciones incluyen una novela Le Phénix conjugal (1734), dos colecciones de cuentos de hadas, La Jeune Américaine ou les Contes marins (1740) y Les Belles Solitaires (1745), y cuatro novelas, Le Beau-frère supposé (1752), La Jardinière de Vincennes (La jardinera de Vincennes, 1753), Le juge prévenu (El juez parcial, 1754) y las Memorias de Mesdemoiselles de Marsange (Memorias de las señoritas de Marsange, 1757). La Jardinière de Vincennes fue considerada su obra maestra y su mayor éxito comercial. La Bibliographie du genere romanesque français 1751-1800 enumera 15 ediciones de su novela.